# Aleksandr Vlasov (ciclista)
Aleksandr Anatol'evič Vlasov (in russo Александр Анатольевич Власов?; Vyborg, 23 aprile 1996) è un ciclista su strada russo che corre per il team Red Bull-Bora-Hansgrohe; professionista dal 2018, è soprannominato The Cyborg from Vyborg e ha caratteristiche di passista-scalatore. In carriera ha vinto il Giro d'Italia Under-23 2018; nel 2020 si è classificato terzo al Giro di Lombardia e ha vinto il Giro dell'Emilia, mentre nel 2022 ha vinto il Giro di Romandia.

## Palmarès

### Strada
- 2014 (Juniores)

2ª tappa Grand Prix Général Patton (Wincrange > Wincrange)
Classifica generale Grand Prix Général Patton
- 2018 (Gazprom-RusVelo, due vittorie)

2ª tappa Toscana-Terra di ciclismo (Radicofani > Abbadia San Salvatore)
Classifica generale Giro d'Italia Under-23
- 2019 (Gazprom-Rusvelo, due vittorie)

Campionati russi, Prova in linea
6ª tappa Österreich-Rundfahrt (Kitzbühel > Kitzbüheler Horn)
- 2020 (Astana Pro Team, tre vittorie)

2ª tappa Tour de la Provence (Aubagne > La Ciotat)
Mont Ventoux Dénivelé Challenges
Giro dell'Emilia
- 2021 (Astana-Premier Tech, una vittoria)

Campionati russi, Prova a cronometro
- 2022 (Bora-Hansgrohe, cinque vittorie)

3ª tappa Volta a la Comunitat Valenciana (Alicante > Antenas del Maigmó)
Classifica generale Volta a la Comunitat Valenciana
5ª tappa Giro di Romandia (Aigle > Villars-sur-Ollon, cronometro)
Classifica generale Giro di Romandia
5ª tappa Giro di Svizzera (Ambrì > Novazzano)
- 2024 (Bora-Hansgrohe, una vittoria)

7ª tappa Parigi-Nizza (Nizza > Madone d'Utelle)

#### Altri successi
- 2018 (Gazprom-RusVelo)

Classifica scalatori Toscana-Terra di ciclismo
- 2019 (Gazprom-RusVelo)

Classifica scalatori Giro di Slovenia
- 2020 (Astana Pro Team)

Classifica giovani Tour de la Provence
Classifica giovani Tirreno-Adriatico
- 2021 (Astana-Premier Tech)

Classifica giovani Parigi-Nizza
- 2025 (Red Bull-Bora-Hansgrohe)

Classifica scalatori Giro di Svizzera

## Piazzamenti

### Grandi Giri
- Giro d'Italia

2020: ritirato (2ª tappa)
2021: 4º
2023: ritirato (10ª tappa)
- Tour de France

2022: 5º
2024: non partito (10ª tappa)
2025: 27º
- Vuelta a España

2020: 11º
2021: non partito (20ª tappa)
2023: 7º
2024: 18º

### Classiche monumento
- Milano-Sanremo

2018: 101º
- Liegi-Bastogne-Liegi

2022: 14º
2023: 46º
2024: 20º
- Giro di Lombardia

2019: 107º
2020: 3º
2021: 39º
2022: 18º
2023: 4º
2024: 45º

### Competizioni mondiali
- Campionati del mondo

Ponferrada 2014 - In linea Junior: 46º
Innsbruck 2018 - In linea Under-23: 15º
Yorkshire 2019 - In linea Elite: ritirato
Zurigo 2024 - In linea Elite: 32º
- Giochi olimpici

Tokyo 2020 - In linea: 59º
Tokyo 2020 - Cronometro: 20º

### Competizioni continentali
- Campionati europei

Nyon 2014 - In linea Junior: 45º
Plumelec 2016 - In linea Under-23: 75º